# Stromateus
Stromateus és un gènere de peixos marins de la família dels estromatèids i de l'ordre dels perciformes.

## Etimologia
Del grec stromatos (una mena de peix amb el cos aplanat i força acolorit).

## Reproducció
És externa i els progenitors no protegeixen ni els ous ni els alevins.

## Distribució geogràfica
Es troba a l'Atlàntic sud-occidental (des del sud del Brasil fins a l'Uruguai, les illes Malvines i la Terra del Foc a l'Argentina), l'Atlàntic oriental (des de les mars Cantàbrica -on és poc freqüent- i Mediterrània fins al Cap de Bona Esperança a Sud-àfrica, incloent-hi Albània, Grècia, la mar Egea, Malta, Eslovènia, Itàlia, Mònaco, França, l'Estat espanyol, la mar Catalana, Gibraltar, Turquia, Xipre, Síria, el Líban, Israel, Egipte, Líbia, Tunísia, Algèria, el Marroc, el corrent de Canàries, el corrent de Guinea, Mauritània, Cap Verd, Guinea Bissau, Guinea, la Costa d'Ivori -com ara, la llacuna Ébrié-, el Gabon, Angola, el corrent de Benguela i Namíbia) i el Pacífic sud-oriental (l'Equador, el Perú, Xile -com ara, l'arxipèlag Juan Fernández- i el corrent de Humboldt).

## Cladograma
| Stromateus (Linnaeus, 1758) | \| \| Stromateus brasiliensis (Fowler, 1906)[108] \| \| \| \| \| \| Stromateus fiatola (Linnaeus, 1758)[107] \| \| \| \| \| \| Stromateus stellatus (Cuvier, 1829)[109][110][111][112][113][114][115][116] \| \| \| \| |
|                             | \| \| Stromateus brasiliensis (Fowler, 1906)[108] \| \| \| \| \| \| Stromateus fiatola (Linnaeus, 1758)[107] \| \| \| \| \| \| Stromateus stellatus (Cuvier, 1829)[109][110][111][112][113][114][115][116] \| \| \| \| |
|                             | Pampus |
|                             | |
|                             | Peprilus |
|                             | |
|                             | Stromateus brasiliensis (Fowler, 1906) |
|                             | |
|                             | Stromateus fiatola (Linnaeus, 1758) |
|                             | |
|                             | Stromateus stellatus (Cuvier, 1829) |
|                             | |

|  | Stromateus brasiliensis (Fowler, 1906) |
|  |                                        |
|  | Stromateus fiatola (Linnaeus, 1758)    |
|  |                                        |
|  | Stromateus stellatus (Cuvier, 1829)    |
|  |                                        |

## Estat de conservació
Stromateus stellatus n'és l'única espècie que apareix a la Llista Vermella de la UICN.